# Ladislav Blum
Ladislav Blum, hebrejským jménem משה מאיר בן יצחק‎ Moše Meir ben Jicchak (1911 Veľké Kapušany – 1994 Praha) byl český operní zpěvák a mezi lety 1968 a 1994 také poslední a jediný synagogální kantor v Jubilejní synagoze v Praze. Jeho manželkou byla hlasová pedagožka Terezie Blumová.
Byl jedním z posledních zástupců klasické východoevropské synagogální hudby na světě. Zemřel v Praze v roce 1994. Pochován je na Novém židovském hřbitově v Praze na Olšanech.